# Katherine Siva Saubel
Katherine Siva Saubel (Reserva  Los Coyotes, 7 de março de 1920 - Reserva Morongo, 11 de novembro de 2011) foi uma acadêmica e educadora nativa americana conhecida por seus esforços na preservação e na promoção da cultura e da língua dos Cahuilla.